# Абу-Али (аэропорт)
Аэропорт «Абу-Али» (араб. مطار ابو علي‎; (ИКАО: OEAA)) — маленький полевой аэродром на острове Абу-Али, части территории Эль-Джубайля в восточной провинции Саудовской Аравии. Он располагается в 35 км к северу от города и в около 900 метрах от Персидского залива, занимая территорию площадью около 0,5 км².

## Обзор
Аэродромом владеет и распоряжается национальная нефтяная компания «Saudi Aramco». Он используется для перевозки работников по острову и по различным аэропортам. Однако с ростом жилой территории Эль-Джубайля работники перестали нуждаться в аэродроме.

## Сооружения
Аэродром имеет слаборазвитую инфраструктуру: нет терминала, только зона для передвижения самолётов размером 2200 м², стоянка и взлётная полоса длиной 1511 метров и шириной 27,5 метра без огней и поддержки КГС.

### Стоянка
У дороги, проходящей рядом с входом на аэродром, есть небольшая стоянка для машин.